# 資陽区
資陽区（しよう-く）は中華人民共和国湖南省益陽市に位置する市轄区。

## 行政区画
- 街道：大碼頭街道、汽車路街道
- 鎮：迎風橋鎮、沙頭鎮、茈湖口鎮、長春鎮、新河橋鎮
- 郷：張家塞郷